# Silvi
Silvi là một đô thị và thị xã của Ý. Đô thị này thuộc tỉnh Teramo trong vùng Abruzzo. Silvi Marina có diện tích 20,6 km2, dân số theo ước tính 31 tháng 12 năm 2006 của Viện thống kê quốc gia Ý là 15.247 người. 
Các đơn vị dân cư: Pianacce, San Silvestre, Santo Stefano, Silvi Paese, Silvi Marina.
Đô thị Silvi Marina giáp với các đô thị: